# Univerzitní liga ledního hokeje 2021/2022
Sezóna 2021/2022 byla 3. sezónou Univerzitní ligy ledního hokeje. Titul z loňské sezony neobhajoval nikdo z důvodu předčasného ukončení sezony, kvůli pandemii covidu-19.

## Systém soutěže
Základní část se hraje od září do února, kde se všechny týmy utkají každý s každým, a to dvakrát (celkem 18 kol). Poté se hraje play-off, do kterého postoupí osm nejlepších týmů po základní části. V tom si první čtyři nejlepší po základní části zvolí své soupeře pro čtvrtfinále. Následně probíhá volba i na semifinále, kde se znovu klade důraz na postavení po základní části. Celé play-off se hraje na dva vítězné zápasy. Vítěz finále se stává Mistrem ULLH a získává Pohár Jana Palacha. Konečné druhé až osmé místo je určeno úspěšností týmů v play-off.

## Kluby podle krajů
- Praha: Engineers Prague, UK Prague
- Jihočeský kraj: Black Dogs Budweis
- Plzeňský kraj: Akademici Plzeň
- Pardubický kraj: Riders Univerzita Pardubice
- Ústecký kraj: HC North Wings
- Moravskoslezský kraj: BO OSTRAVA Vítkovice Steel
- Olomoucký kraj: HC Univerzita Palackého v Olomouci
- Jihomoravský kraj: HC MUNI, VUT Cavaliers Brno

## Týmy
| Tým                                | Město            | Aréna                               | Kapacita    |
| ---------------------------------- | ---------------- | ----------------------------------- | ----------- |
| HC MUNI                            | Brno             | HHDM / Winning Group Arena          | 500 / 7700  |
| VUT Cavaliers Brno                 | Kuřim            | Zimní stadion Kuřim                 | 400         |
| UK HOCKEY PRAGUE                   | Praha            | Škoda Icerink / ZS Eden             | — / 5 138   |
| Engineers Prague                   | Praha            | ZS Hvězda                           | 700         |
| Akademici Plzeň                    | Plzeň            | ICE ARENA Plzeň / LogSpeed CZ Aréna | 300 / 7 700 |
| Riders Univerzita Pardubice        | Pardubice        | Enteria arena                       | 10 088      |
| HC Univerzita Palackého v Olomouci | Uničov           | ZS Uničov                           | 3 320       |
| HC North Wings                     | Ústí nad Labem   | ZS Ústí nad Labem                   | 6 500       |
| BO OSTRAVA Vítkovice Steel         | Poruba           | RT TORAX ARENA                      | 5 000       |
| Black Dogs Budweis                 | České Budějovice | Hokejové Centrum Pouzar             | 300         |

Poznámky
1. ↑  V rámci Hokejového souboje univerzit, tedy zápase proti VUT hraje MUNI svůj domácí zápas ve Winning Group Aréně.
2. ↑  Vybrané domácí zápasy hokejisté UK na Zimním stadionu Eden.
3. ↑  Vybrané domácí zápasy hrají Akademici v LogSpeed CZ Aréně.

## Tabulka základní části
| Poř. | Tým                                | Z  | V  | VP | PP | P  | VG  | OG  | B  |
| ---- | ---------------------------------- | -- | -- | -- | -- | -- | --- | --- | -- |
| 1.   | UK HOCKEY PRAGUE                   | 18 | 15 | 0  | 1  | 2  | 101 | 48  | 46 |
| 2.   | Black Dogs Budweis                 | 18 | 11 | 2  | 1  | 4  | 86  | 49  | 38 |
| 3.   | Engineers Prague                   | 18 | 10 | 2  | 1  | 5  | 81  | 44  | 35 |
| 4.   | HC MUNI                            | 18 | 9  | 0  | 2  | 7  | 63  | 54  | 29 |
| 5.   | HC North Wings                     | 18 | 8  | 1  | 3  | 6  | 82  | 78  | 29 |
| 6.   | Akademici Plzeň                    | 18 | 6  | 3  | 1  | 8  | 60  | 58  | 25 |
| 7.   | BO OSTRAVA Vítkovice Steel         | 18 | 8  | 0  | 1  | 9  | 70  | 85  | 25 |
| 8.   | HC Univerzita Palackého v Olomouci | 18 | 6  | 1  | 2  | 9  | 81  | 84  | 22 |
| 9.   | Riders Univerzita Pardubice        | 18 | 3  | 1  | 1  | 13 | 57  | 120 | 12 |
| 10.  | VUT Cavaliers Brno                 | 18 | 1  | 3  | 0  | 14 | 41  | 102 | 9  |

| Vysvětlivka               |
| ------------------------- |
| Postup do čtvrtfinále     |
| Konec sezóny pro daný tým |

## Hráčské statistiky základní části

### Kanadské bodování
Toto je konečné pořadí hráčů podle dosažených bodů. Za jeden vstřelený gól nebo přihrávku na gól hráč získal jeden bod.
| Poř. | Hráč            | Tým                                | Z  | G  | A  | B  | TM | +/- |
| ---- | --------------- | ---------------------------------- | -- | -- | -- | -- | -- | --- |
| 1.   | David Sysala    | BO OSTRAVA Vítkovice Steel         | 18 | 15 | 14 | 29 | 6  | +4  |
| 2.   | Viktor Martínek | UK HOCKEY PRAGUE                   | 13 | 12 | 16 | 28 | 39 | +12 |
| 3.   | Filip Palička   | HC Univerzita Palackého v Olomouci | 17 | 15 | 11 | 26 | 6  | +20 |
| 4.   | Miroslav Tejko  | Black Dogs Budweis                 | 18 | 11 | 15 | 26 | 29 | +12 |
| 5.   | Pavel Tomaník   | HC MUNI                            | 17 | 14 | 11 | 25 | 6  | +5  |
| 6.   | Marek Kovalski  | BO OSTRAVA Vítkovice Steel         | 15 | 13 | 10 | 23 | 6  | +8  |
| 7.   | Marek Princl    | Akademici Plzeň                    | 17 | 9  | 14 | 23 | 43 | +1  |
| 8.   | Miroslav Dani   | Engineers Prague                   | 13 | 6  | 15 | 21 | 8  | +14 |
| 9.   | Lukáš Sajdl     | HC North Wings                     | 16 | 8  | 12 | 20 | 6  | -1  |
| 10.  | Jakub Šuhaj     | Black Dogs Budweis                 | 17 | 8  | 12 | 20 | 8  | +12 |

### Hodnocení brankářů
Toto je konečné pořadí nejlepších deset brankářů.
| Poř. | Hráč             | Tým                                | Z. | MIN | OG | PZ  | PS  | POG  | Úsp%  |
| ---- | ---------------- | ---------------------------------- | -- | --- | -- | --- | --- | ---- | ----- |
| 1.   | Josef Havel      | Engineers Prague                   | 7  | 420 | 11 | 210 | 221 | 1.57 | 95.02 |
| 2.   | David Mašek      | UK HOCKEY PRAGUE                   | 9  | 544 | 19 | 273 | 292 | 2.10 | 93.49 |
| 3.   | Ivo Svoboda      | Black Dogs Budweis                 | 11 | 605 | 20 | 264 | 284 | 1.98 | 92.96 |
| 4.   | Martin Šindelka  | BO OSTRAVA Vítkovice Steel         | 9  | 504 | 27 | 350 | 377 | 3.21 | 92.84 |
| 5.   | Jonáš Štekr      | Akademici Plzeň                    | 17 | 971 | 40 | 511 | 551 | 2.47 | 92.74 |
| 6.   | Filip Král       | HC MUNI                            | 7  | 381 | 16 | 191 | 207 | 2.52 | 92.27 |
| 7.   | David Holub      | HC MUNI                            | 10 | 497 | 24 | 236 | 260 | 2.90 | 90.77 |
| 8.   | Dominik Gerstner | HC North Wings                     | 9  | 528 | 30 | 280 | 310 | 3.41 | 90.32 |
| 9.   | Marek Dvořák     | Black Dogs Budweis                 | 9  | 488 | 27 | 239 | 266 | 3.32 | 89.85 |
| 10.  | Michal Šoustal   | HC Univerzita Palackého v Olomouci | 11 | 635 | 40 | 311 | 351 | 3.78 | 88.60 |

## Playoff

### Pavouk
|  | Čtvrtfinále                        | Čtvrtfinále                        |                  |   | Semifinále | Semifinále |  |  | Finále | Finále |
|  |                                    |                                    |                  |   |            |            |  |  |        |        |
|  |                                    |                                    |                  |   |            |            |  |  |        |        |
|  | UK HOCKEY PRAGUE                   | 2                                  |                  |   |            |            |  |  |        |        |
|  | UK HOCKEY PRAGUE                   | 2                                  |                  |   |            |            |  |  |        |        |
|  | HC North Wings                     | 0                                  |                  |   |            |            |  |  |        |        |
|  | HC North Wings                     | 0                                  | UK HOCKEY PRAGUE | 2 |            |            |  |  |        |        |
|  |                                    |                                    | UK HOCKEY PRAGUE | 2 |            |            |  |  |        |        |
|  |                                    | HC Univerzita Palackého v Olomouci | 0                |   |            |            |  |  |        |        |
|  | Black Dogs Budweis                 | HC Univerzita Palackého v Olomouci | 0                | 2 |            |            |  |  |        |        |
|  | Black Dogs Budweis                 |                                    |                  | 2 |            |            |  |  |        |        |
|  | BO OSTRAVA Vítkovice Steel         | 1                                  |                  |   |            |            |  |  |        |        |
|  | BO OSTRAVA Vítkovice Steel         | 1                                  | UK HOCKEY PRAGUE | 2 |            |            |  |  |        |        |
|  |                                    |                                    | UK HOCKEY PRAGUE | 2 |            |            |  |  |        |        |
|  |                                    | Akademici Plzeň                    | 1                |   |            |            |  |  |        |        |
|  | HC MUNI                            | Akademici Plzeň                    | 1                | 0 |            |            |  |  |        |        |
|  | HC MUNI                            |                                    |                  | 0 |            |            |  |  |        |        |
|  | HC Univerzita Palackého v Olomouci | 2                                  |                  |   |            |            |  |  |        |        |
|  | HC Univerzita Palackého v Olomouci | 2                                  | Akademici Plzeň  | 2 |            |            |  |  |        |        |
|  |                                    |                                    | Akademici Plzeň  | 2 |            |            |  |  |        |        |
|  |                                    | Black Dogs Budweis                 | 0                |   |            |            |  |  |        |        |
|  | Engineers Prague                   | Black Dogs Budweis                 | 0                | 1 |            |            |  |  |        |        |
|  | Engineers Prague                   |                                    |                  | 1 |            |            |  |  |        |        |
|  | Akademici Plzeň                    | 2                                  |                  |   |            |            |  |  |        |        |
|  | Akademici Plzeň                    | 2                                  |                  |   |            |            |  |  |        |        |

### Čtvrtfinále
- UK HOCKEY PRAGUE - HC North Wings 2:0 (8:6,3:2)
- Black Dogs Budweis - BO OSTRAVA Vítkovice Steel 2:1 (5:2, 3:5, 7:1)
- HC MUNI - HC Univerzita Palackého v Olomouci 0:2 (3:6, 1:2)
- Engineers Prague - Akademici Plzeň 1:2 (3:6, 3:4pp, 2:3pp)

### Semifinále
- UK HOCKEY PRAGUE - HC Univerzita Palackého v Olomouci 2:1 (2:6, 3:0, 3:2pp)
- Black Dogs Budweis - Akademici Plzeň 0:2 (2:4, 2:8)

### Finále
- UK HOCKEY PRAGUE - Akademici Plzeň 2:1 (2:3pp, 6:3 5:4pp)

## Hráčské statistiky playoff

### Kanadské bodování
Toto je konečné pořadí hráčů podle dosažených bodů. Za jeden vstřelený gól nebo přihrávku na gól hráč získal jeden bod.
| Poř. | Hráč            | Tým                                | Z | G | A  | B  | TM | +/- |
| ---- | --------------- | ---------------------------------- | - | - | -- | -- | -- | --- |
| 1.   | David Jindra    | UK HOCKEY PRAGUE                   | 7 | 5 | 11 | 16 | 2  | +7  |
| 2.   | Marek Princl    | Akademici Plzeň                    | 7 | 9 | 6  | 15 | 29 | +3  |
| 3.   | Viktor Martínek | UK HOCKEY PRAGUE                   | 7 | 4 | 9  | 13 | 45 | +11 |
| 4.   | Jan Kalus       | Akademici Plzeň                    | 8 | 3 | 10 | 13 | 16 | +3  |
| 5.   | Vít Reitspies   | Akademici Plzeň                    | 8 | 4 | 7  | 11 | 4  | +6  |
| 6.   | Filip Palička   | HC Univerzita Palackého v Olomouci | 5 | 5 | 2  | 7  | 0  | +1  |
| 7.   | Štěpán Hanzlík  | Akademici Plzeň                    | 7 | 3 | 4  | 7  | 4  | 0   |
| 8.   | David Rudolph   | UK HOCKEY PRAGUE                   | 8 | 2 | 5  | 7  | 4  | +3  |
| 9.   | David Volf      | UK HOCKEY PRAGUE                   | 8 | 1 | 6  | 7  | 10 | -1  |
| 10.  | Martin Fořt     | Akademici Plzeň                    | 7 | 3 | 3  | 6  | 4  | +6  |

### Hodnocení brankářů
Toto je konečné pořadí nejlepších pěti brankářů.
| Poř. | Hráč              | Tým                                | Z. | MIN | OG | PZ  | PS  | POG  | Úsp%  |
| ---- | ----------------- | ---------------------------------- | -- | --- | -- | --- | --- | ---- | ----- |
| 1.   | Michal Šoustal    | HC Univerzita Palackého v Olomouci | 5  | 302 | 12 | 148 | 160 | 2.38 | 92.50 |
| 2.   | Tomáš Maštalířský | Engineers Prague                   | 2  | 126 | 6  | 72  | 78  | 2.86 | 92.31 |
| 3.   | Jonáš Štekr       | Akademici Plzeň                    | 8  | 490 | 25 | 284 | 309 | 3.06 | 91.91 |
| 4.   | David Mašek       | UK HOCKEY PRAGUE                   | 6  | 368 | 18 | 176 | 194 | 2.93 | 90.72 |
| 5.   | Martin Šindelka   | BO OSTRAVA Vítkovice Steel         | 3  | 160 | 12 | 112 | 124 | 4.50 | 90.32 |